# リヴェルAC
リヴェルAC (ポルトガル語: River Atlético Clube) は、ブラジル・ピアウイ州テレジーナを本拠地とするサッカークラブである。ブラジル国内にはリヴェルと名乗るクラブが他にもあるため、リヴェル-PI (River-PI) と表記されることがある。
名前およびクラブカラーはアルゼンチンのCAリーベル・プレートをまねている。

## 歴史
1946年3月1日、ギナーシオ・レオンXIIIの教師であるアニルトン・ソアレスと生徒が設立。1948年、カンピオナート・ピアウイエンセ（ピアウイ州選手権）初優勝。
1977年、カンピオナート・ブラジレイロ・セリエAに初参戦。最終順位は41位で、以降は69位、83位と推移。1980年大会は参戦せず1981年は39位翌年は44位。
2000年、カンピオナート・ブラジレイロの代わりに開催されたコパ・ジョアン・アヴェランジェに参戦。カンピオナート・ブラジレイロ・セリエB相当のイエローモジュールから参戦し、ファーストステージで敗退した。

## タイトル

### 国内タイトル
- カンピオナート・ピアウイエンセ : 30回
  - 1948, 1950, 1951, 1952, 1953, 1954, 1955, 1956, 1958, 1959, 1960, 1961, 1962, 1963, 1973,
1975, 1977, 1978, 1980, 1981, 1989, 1996, 1999, 2000, 2001, 2002, 2007, 2014, 2015, 2016

### 国際タイトル
なし

## 過去の成績
| セリエA優勝 | セリエA準優勝 | 上位リーグ昇格 | 下位リーグ降格 |
| シーズン | リーグ  | 順位     | 勝点     | 試合数   | 勝       | 分       | 敗       | 得点     | 失点     |
| -------- | ------- | -------- | -------- | -------- | -------- | -------- | -------- | -------- | -------- |
| 2008     | セリエC | 参戦せず | 参戦せず | 参戦せず | 参戦せず | 参戦せず | 参戦せず | 参戦せず | 参戦せず |
| 2009     | セリエD | 参戦せず | 参戦せず | 参戦せず | 参戦せず | 参戦せず | 参戦せず | 参戦せず | 参戦せず |
| 2010     | セリエD | 参戦せず | 参戦せず | 参戦せず | 参戦せず | 参戦せず | 参戦せず | 参戦せず | 参戦せず |
| 2011     | セリエD | 参戦せず | 参戦せず | 参戦せず | 参戦せず | 参戦せず | 参戦せず | 参戦せず | 参戦せず |
| 2012     | セリエD | 参戦せず | 参戦せず | 参戦せず | 参戦せず | 参戦せず | 参戦せず | 参戦せず | 参戦せず |
| 2013     | セリエD | 参戦せず | 参戦せず | 参戦せず | 参戦せず | 参戦せず | 参戦せず | 参戦せず | 参戦せず |
| 2014     | セリエD | 27位     | 9        | 8        | 3        | 4        | 1        | 16       | 9        |
| 2015     | セリエD | 2位      | 27       | 16       | 7        | 6        | 3        | 20       | 11       |
| 2016     | セリエC | 19位     | 13       | 18       | 2        | 7        | 9        | 13       | 26       |
| 2017     | セリエD |          |          |          |          |          |          |          |          |

## 歴代所属選手
- アリ 2003
- バルレイ 2014-2015